# Gå till Jesus, vännen framför alla
Gå till Jesus, vännen framför alla är en sång från 1937 med text och musik av David Wickberg.

## Publicerad i
- Frälsningsarméns sångbok 1968 som nr 380 under rubriken "Det Kristna Livet - Erfarenhet och vittnesbörd".
- Frälsningsarméns sångbok 1990 som nr 547 under rubriken "Erfarenhet och vittnesbörd".
- Sångboken 1998 som nr 38.